# Barrô (Resende)
Barrô és una freguesia portuguesa del municipi de Resende, amb 10,23 km² d'àrea i 744 habitants (en el cens del 2011). La densitat de població n'és de 72,7 hab/km².
Fou una antiga comenda de l'Orde de Malta, per això apareix la creu al blasó de la freguesia.

## Població
| Població de la freguesia de Barrô | Població de la freguesia de Barrô | Població de la freguesia de Barrô | Població de la freguesia de Barrô | Població de la freguesia de Barrô | Població de la freguesia de Barrô | Població de la freguesia de Barrô | Població de la freguesia de Barrô | Població de la freguesia de Barrô | Població de la freguesia de Barrô | Població de la freguesia de Barrô | Població de la freguesia de Barrô | Població de la freguesia de Barrô | Població de la freguesia de Barrô | Població de la freguesia de Barrô |
| --------------------------------- | --------------------------------- | --------------------------------- | --------------------------------- | --------------------------------- | --------------------------------- | --------------------------------- | --------------------------------- | --------------------------------- | --------------------------------- | --------------------------------- | --------------------------------- | --------------------------------- | --------------------------------- | --------------------------------- |
| 1864                              | 1878                              | 1890                              | 1900                              | 1911                              | 1920                              | 1930                              | 1940                              | 1950                              | 1960                              | 1970                              | 1981                              | 1991                              | 2001                              | 2011                              |
| 2 033                             | 2 128                             | 2 199                             | 2 162                             | 2 021                             | 1 975                             | 2 372                             | 2 308                             | 2 256                             | 2 114                             | 1 695                             | 1 522                             | 1 197                             | 1 035                             | 744                               |

## Patrimoni

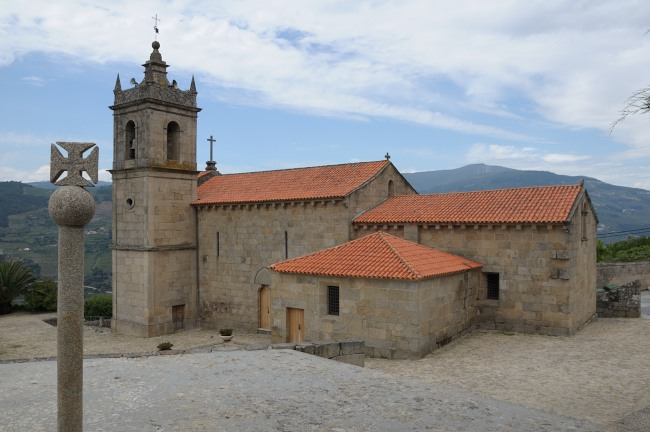
Barrô. Església de Nossa Senhora da Assunção

- Església de Santa Maria de Barrô;
- Capella de Santo Amaro;
- Capella de Sâo Domingos;
- Capella de Sâo Joâo.